# Pravilo okteta
Pravilo okteta je enostavno kemijsko pravilo, ki pravi, da se atomi vežejo med seboj na tak način, da imajo po reakciji na svojih valenčnih orbitalah po osem elektronov, s čimer dosežejo elektronsko konfiguracijo žlahtnega plina. Pravilo je uporabno predvsem za elemente iz glavnih skupin periodnega sistema, na primer ogljik, dušik, kisik in halogene, pa tudi za kovine, na primer natrij in magnezij. To preprosto pomeni, da so molekule ali ioni najbolj stabilni, kadar imajo njihovi atomi na najbolj zunanji elektronski orbtali po osem elektronov.

## Razlaga s kvantno teorijo
Kvantna teorija se uporablja za razlago energijskih nivojev valenčnih elektronov: valenčna orbitala elementa je polna in najbolj stabilna kadar vsebuje osem elektronov, kar ustreza elektronski konfiguraciji s2p6. Posledica takšne konfiguracije je med drugim nereaktivnost žlahtnih plinov: neon ima na primer konfiguracijo 1s2 2s2 2p6. Helij je izjema, ki bo pojasnjena kasneje.
Izraz »polna orbitala« pomeni, da je takrat, ko se začne polniti naslednja orbitala, na valenčni orbitali osem elektronov, četudi višje orbitale (d, f itd.) niso polne. V osnovnem stanju atoma je lahko največ osem elektronov, ker se za podorbitalami p vedno začnejo polniti podorbitale s na naslednji elektronski orbitali. To pomeni, da se potem, ko je podorbitala p polna, začne polniti naslednja podorbitala s in s tem postane nova valenčna orbitala. 
Posledica pravila okteta je, da atomi na splošno med seboj reagirajo tako, da sprejemajo, oddajajo ali si delijo elektrone na tak način, da dobijo na valenčni orbitali popoln oktet. Reakcije atomov so predvsem ionske in kovalentne.

## Izjeme
- Za prvo elektronsko orbitalo velja pravilo dueta, ker podorbitale 1p ni in podorbitali 1s takoj sledi podorbitala 2s. Število valenčnih elektronov je zato omejeno na dva. Helij ima na zunanj orbitali dva elektrona in je zato zelo stabilen, vodik za dosego dueta potrebuje dodatni elektron, medtem ko mora litij en elektron oddati.
- Trivalentne borove spojine, na primer BF3, imajo na valenčni orbirali samo šest elektronov, podobno kot karbeni. Te spojine pogosto reagirajo tako, da dosežejo oktet: trivalentne borove spojine so dobro znane kot Lewisove kisline, ki tvorijo četrto vez z Lewisovimi bazami. Karbeni so še bolj reaktivni. Nepopolna okteta imata tudi berilij in aluminij.
- Prosti radikali, na primer dušikov oksid (NO), vsebujejo enega ali več atomov z lihim številom elektronov.
- Hipervalentne molekule, v katerih so elementi iz glavnih skupin elementov vezani na več kot štiri atome. Takšna sta na primer fosforjev pentaklorid (PCl5) in žveplov heksafluorid (SF6). Vezi v takšnih molekulah so še vedno sporne. Eden od modelov predpostavlja, da atom fosforja v PCl5 tvori pet pravih kovalentnih vezi z udeležbo podorbital d, in krši pravilo okteta. Trenutno ima prednost model vezi s tremi centri in štirimi elektroni, ki izpolnjuje pravilo okteta.
- Zaradi pomembnosti d orbital velja za prehodne kovine namesto pravila okteta pravilo 18 elektronov.

## Zgodovina
V poznem 19. stoletju je bilo znano, da kompleksne spojine, ki so jih imenovali »molekularne spojine«, nastanejo s spajanjem atomov ali molekul na tak način, da se ujemajo valence udeleženih atomov. Leta 1893 je Alfred Werner opazil, da je število atomov ali skupin, vezanih na centralni atom (koordinacijsko število), pogosto enako 4 ali 6. Poznana so bila tudi druga koordinacijska števila, ki so dosegla vrednost največ 8, vendar so bila manj pogosta. Leta 1904 je bil Richard Abegg eden prvih, ki je pojem koordinacijskega števila razširil na pojem valence, v kateri je razlikoval atome donorje (katione) in atome akceptorje elektronov (anione). Njegovo pojmovanje je privedlo do pojma pozitivnega in negativnega valenčnega stanja, ki se v grobem ujema s sodobnim pojmovanjem oksidacijskega stanja. Abegg je opazil, da je razlika med največjimi pozitivnimi in negativnimi valencami elementov v njegovih modelih pogosto enaka 8. Gilbert N. Lewis je njegova spoznanja poimenoval »Abeggovo pravilo« in jih uporabil za oblikovanje svojega kubičnega modela atoma in »pravila osmice«, ki sta začela razlikovati valenco in valenčne elektrone. Leta 1919 je Irving Langmuir pojme dodelal in jih preimenoval v »kubični oktetni atom« in »teorijo okteta«. 
Teorija okteta se je kasneje razvila v sedanje pravilo okteta. 